# Несковин (Орегон)
Несковин (енгл. Neskowin) насељено је место без административног статуса у америчкој савезној држави Орегон.

## Демографија
По попису из 2010. године број становника је 134, што је 35 (-20,7%) становника мање него 2000. године.
| Група             | 2000.       | 2010.       |
| Белци             | 157 (92,9%) | 127 (94,8%) |
| Афроамериканци    | 0 (0,0%)    | 0 (0,0%)    |
| Азијати           | 1 (0,6%)    | 2 (1,5%)    |
| Хиспаноамериканци | 4 (2,4%)    | 3 (2,2%)    |
| Укупно            | 169         | 134         |